# 岸千恵子
岸 千恵子（きし ちえこ、1942年3月26日 - 2011年12月9日）は、日本の民謡歌手。
青森県南津軽郡碇ヶ関村（現在の平川市）出身。所属事務所は株式会社ミュージック・オフィス合田、所属レコード会社はEMIミュージックジャパン（旧·東芝EMI、現·ユニバーサルミュージック合同会社）。

## 人物・略歴
1949年に7歳で初舞台を踏んでより、幼少時は「津軽の天才少女」と称された。結婚して一時歌手活動を休止していたが、1975年に現役歌手に復帰した。以来、津軽民謡の第一人者として全国的に活動を展開。歌いながらステージを所狭しと走り動き回る「ゆさぶり民謡」というダイナミックな独自のパフォーマンススタイルを確立（「ゆさぶり民謡」のきっかけは二日酔いで歌ったときだという）。
1985年には津軽に生まれた自身の心意気を歌った演歌「千恵っ子よされ」がヒットする。次第に全国的な知名度が高まり、1988年、民謡歌手としてNHK紅白歌合戦に出場、「津軽じょんがら節」を歌った。還暦を過ぎても、鍛え抜かれた喉と「ゆさぶり民謡」は健在だった。また、気さくな人柄が表れる津軽弁のトークにも人気があった。
ユニークな歌いぶりから、フジテレビの『ものまね王座決定戦』で清水アキラにものまねされ、『オールスター爆笑ものまね紅白歌合戦!!』では本人も登場し歌った。その後番組の『爆笑そっくりものまね紅白歌合戦スペシャル』でも中島マリにものまねされている（この時も本人が登場し歌った。岸のことをよく知らなかった司会の東野幸治は本人が歌うのを見て、このものまねは大袈裟だと思っていたが本当にこういう歌い方だとは…と驚いていた）。
「クイズダービー」第645回(1988年6月18日放送分)にゲスト出演した際、三択問題で三択以外の解答を書いてしまうなど笑いを誘っていた。
2011年12月9日午後8時30分、急性肺障害のため東京都渋谷区の病院で死去。69歳没。戒名は響応院千譽妙樂大姉。

## ヒット曲
- 千恵っ子よされ（1985年1月）・・・売上20万枚[3]
- お米ありがとう音頭（全国農業協同組合中央会（JA全中）・全日本民踊指導者連盟推薦曲。ジャケットには農林水産省、食糧庁長官、農産園芸局長による推薦のコメントも記載されていた。1992年4月発売。同年7月までに1万枚を売り上げ[4]、この種の「企画物」としては異例のヒットとなった）

## 主なテレビ出演
- 笑っていいとも（1987年10月 - 1988年9月※木曜日担当、フジテレビ）
- 月曜ドラマスペシャル 塀の中の懲りない面々4（1989年12月18日、TBSテレビ） - 慰問 役

### NHK紅白歌合戦出場歴
| 年度/放送回               | 回 | 曲目             | 出演順 | 対戦相手     |
| ------------------------- | -- | ---------------- | ------ | ------------ |
| 1988年（昭和63年）/第39回 | 初 | 津軽じょんから節 | 10/21  | BAKUFU-SLUMP |

注意点
- 出演順は「出演順/出場者数」で表す。